# Сейлъм (лек крайцер, 1907)
Вижте пояснителната страница за други значения на Сейлъм.
Сейлъм (на английски: USS Salem (CL-3)) е лек крайцер на ВМС на САЩ от времето на Първата световна война, трети кораб от типа „Честър“.

## История на създаването
Заложен е на 28 август 1905 г. в корабостроителницата Fore River Shipbuilding Company в Куинси, щата Масачузетс, спуснат е на вода на 28 юли 1907 г., „кръстен“ е от мисис Lorna Pinnock, влиза в строй на 1 август 1908 г. под командването на командер Henry B. Wilson.

## История на службата
Като един от първите турбинни кораби във флота на САЩ преминава много дълги изпитания.
От 1909 г. до 1910 г. кораба „USS Birmingham“ заедно със USS Birmingham (CL-2) плават от САЩ до Либия и обратно, участвайки по поръчка на ВМФ на САЩ в изследване върху разпространението на радиовълните на голямо разстояние под ръководството на радиофизика Л. Остин. В резултат на получените данни от Остин и неговият помощник доктор Луис Кохен определят емпиричните зависимости между мощността на радиосигналите, тяхната честота и разстоянието, на което те са предадени, и е изведена формулата за определяне на мощността на сигнала, предаван на големи разстояния (формула на Остин или формула на Остин-Кохен).
През 1914 г. служи в мексикански води, базиран във Веракрус. През 1917 г. има основен ремонт със замяна на турбините „Къртис“ с турбини на „General Electric“. Ескортира конвои, служи като флагман ескадра ловци на подводници.
През 1930 г. е даден за скрап.

## Коментари
1. ↑  Всички данни са приведени към момента на влизането в строй.
2. ↑  Буквите показват принадлежността към определен класː ВВ – линкор, СС, CL, СА – съответно линеен, лек или тежък крайцер, CV – самолетоносач, DD – разрушител, SS – подводница и т.н.